# Viperfische
Die Viperfische (Chauliodus) sind eine Gattung der Maulstachler-Familie Stomiidae und die einzige Gattung der Unterfamilie Chauliodontinae. Da ihnen die Barteln fehlen, stellen manche Ichthyologen sie in eine eigene Familie, die Chauliodontidae. Nach aktuellen Erkenntnissen sind sie näher mit den Tiefsee-Beilfischen (Sternoptychidae) verwandt als mit den anderen Unterfamilien der Stomiidae. Viperfische sind Beutegreifer der Tiefsee. Sie sind hochspezialisiert für eine Existenz in diesem lebensfeindlich erscheinenden Lebensraum. Mit etwa 30 Zentimetern Körpergröße (maximal 35 cm) gehören sie zu den größeren, aber auch recht häufigen Fischen der oberen Tiefsee.
Der Name Chauliodus bedeutet „Hauzähner“ (im Altgriech. wurden Tiere mit auffallend vorragenden Zähnen, „Hauern“, so bezeichnet, zum Beispiel das Nilpferd).

## Merkmale
Die Viperfische wurden oft als bizarre, leuchtende Raubtiere der Tiefsee beschrieben. Im Oberkiefer ist das Prämaxillare (also das Zwischenkieferbein) bezahnt. Das Maxillare trägt eine Reihe kleinerer Zähne. Die Fangzähne des Unterkiefers sind verschieden groß (die zwei längsten stehen am Vorderende) und nach hinten gebogen. Sie sind erstaunlich konstant verteilt und ragen auch bei geschlossenem Maul noch weit vor. Die dolchförmigen, teilweise scharfkantigen Fangzähne sind aber entgegen älteren Angaben nicht nach hinten umklappbar (Tchernavin 1953) – also nicht wie bei Hecht, Seehecht, Seeteufel und Chiasmodon niger – oder den Vipern des Festlandes. Das Ausreißen (die Zähne stecken nicht in Alveolen) oder Ausbrechen eines Zahnes beim Fressakt ist kein großes Unglück – Ersatzzähne liegen in der Mundschleimhaut stets bereit, da auch durch das Wachstum wiederholter Zahnwechsel nötig ist. Unklar ist hingegen der Vorteil dieses übertrieben „schrecklich“ wirkenden Gebisses (Hyper-, Dystelie?). Zum Zupacken muss das Maul jedenfalls sehr weit aufgerissen werden – das geschieht wie bei vielen anderen Fischen durch ein „In-den-Nacken-Werfen“ des Schädels, wozu hier der erste Wirbel nur locker (ohne Gelenk) mit dem Hinterhaupt verbunden ist. Die silbernen Augen sind im Verhältnis zum Kopf relativ groß – sie schauen dann durch das Zahngehege (man meinte wirklich, dieses diene als „Käfig“ für Beutefische). Die Augen der Viperfische übertreffen das menschliche Auge bezüglich der Anpassung an schwaches Licht ums 30-fache.
Der Körper ist langgestreckt und mit Leuchtorganen übersät, welche wie Drüsen aussehen (Albert von Kölliker 1853). Wird ein lebendiger Viperfisch berührt, leuchtet sein gesamter Körper in einem pulsierenden Licht. Einige Arten besitzen bis zu 1500 zusammengesetzte Lichtorgane, die man früher zum Teil sogar für zusätzliche Augen hielt. Sie sind sehr leistungsfähig, etwa 98 % der zugeführten Energie kann in Licht umgesetzt werden.
Der Körper ist von Schuppen bedeckt, die sich leicht von der Haut lösen. Die kurz hinter dem Kopf vor den Bauchflossen befindliche Rückenflosse hat fünf bis sieben Flossenstrahlen, von denen der erste stark verlängert ist. Die Afterflosse wird durch 10 bis 13 Flossenstrahlen gestützt. Lebende Viperfische sind von einer dicken Schleimschicht bedeckt. Sie werden 14 bis 35 Zentimeter lang.

## Lebensraum
Viperfische sind Räuber der Tiefsee und bewohnen das Meso- und Bathypelagial. In dieser Tiefseeschicht leben sie in Tiefen zwischen 400 und 1800 Metern (einzelne Exemplare wurden schon aus 4400 m Tiefe gefangen). Bereits bei 400 m ist kaum noch natürliches Licht vorhanden, außer einem geringen Anteil blauen Lichts, der bei äußerst klarem Wasser bis in ca. 875 m Tiefe reicht.

### Bedeutung des Planktons
Fische sind im Mesopelagial auf Grund spärlicherer Nahrung seltener als im durchlichteten Epipelagial – Pflanzen können dort ohne Licht nicht überleben. Das gesamte Leben hängt darum vom Plankton ab, da das Wasser im Mesopelagial sehr zooplanktonreich ist. Bei Nacht bewegt sich das Zooplankton nach oben, um im Epipelagial noch kleinere Organismen, vorwiegend Phytoplankton, zu fressen. An der Wasseroberfläche befinden sich viele nährstoffreiche Kleinstlebewesen. Zahlreiche andere kleine Tiefseetiere folgen dem Plankton nach oben und ernähren sich von ihm. Diese Tiere bilden ein entscheidendes Verbindungsglied im Nahrungsnetz der Tiefsee. In jeder Nacht findet die größte regelmäßige Wanderung von Lebewesen auf unserem Planeten statt: Die kleinen Tiefseefische, zum Beispiel die Borstenmäuler, Laternenfische oder Tiefsee-Beilfische, kehren mit dem nährstoffreichen Plankton im Magen in tiefere Regionen zurück. Dabei wird ihnen nun von Räubern wie den Viperfischen aufgelauert. Die Viperfische machen zum Teil die Vertikalwanderung eine gewisse Strecke weit auch selbst mit.

## Nahrung und Jagd
Die Viperfische sind hochspezialisierte Beutegreifer, alle Arten sind Augenjäger, das heißt, sie nehmen zuerst mittels ihrer großen Augen die Bewegungen anderer sich nähernder Tiefseebewohner wahr. Jedes Auge hat ein besonderes Leuchtorgan, welches unter der Pupille liegt und das Lichtwahrnehmungsvermögen des Fisches deutlich verbessert. Weitere am Auge befindliche Leuchtorgane werden als eine Art „Scheinwerfer“ benutzt, um das Opfer anzuleuchten, bevor die Fische zuschnappen. Eine merkwürdige Besonderheit dieser Stomiiden ist auch das Fehlen des Mundbodens, wodurch das Schnappen noch erleichtert wird.
Innerhalb der Mesopelagialschicht leben Viperfische in allen gemäßigten und tropischen Ozeanen. Auch im Mittelmeer und mitunter sogar in der Nordsee sind sie anzutreffen (ein Vorkommen in der Ostsee ist hingegen unwahrscheinlich, da diese eine maximale Tiefe von 450 Metern hat). Die wichtigste Art, Chauliodus sloani (benannt nach Hans Sloane), bevorzugt die nahrungsreicheren Gewässer abseits des Zentralozeans, also außerhalb der küstenfernsten, äquatorumschließenden Teile von Atlantik, Pazifik und Indischem Ozean.

### Verhalten
Die meisten Verhaltensweisen der Viperfische sind bisher weitgehend unerforscht. Einzig das Jagdverhalten gilt als gesicherte Erkenntnis. Fest steht auch, dass es sich bei Viperfischen um Einzelgänger handelt. Die langsam schwimmenden Raubfische „liegen“ meist auf der Lauer nach ihrer Beute (Fische, Krebstiere, Kopffüßer). Dafür treiben die Viperfische lange nahezu bewegungslos durch die Tiefe. Ihre Gewebe sind relativ fett- und wachsreich, was den Auftrieb unterstützt und der starken Mineralisation der Zähne entgegenkommt.

### Jagdmethoden
Die großen Augen der Viperfische suchen die Tiefsee nach möglicher Beute ab, während der Fisch sich in Ruhe befindet. Die große Linse und die mehrschichtige Netzhaut ermöglichen es den Viperfischen, auch geringe Lichtmengen wahrzunehmen. Dabei sind die großen Kiefer der Fische noch geschlossen. Auf dem beweglichen Rückenflossenstrahl sitzt ein weiteres Leuchtorgan. Mit diesem vor dem Maul beweglichen „Lämpchen“ erregt der Jäger (angeblich auch durch Blinken) die Aufmerksamkeit anderer Tiefseebewohner. Dazu benutzen die Viperfische eine bewährte Anpassungsform der Tiefsee, die Biolumineszenz: Sie sind in der Lage, Licht ohne Wärme zu erzeugen. Dazu ist eine chemische Reaktion notwendig, bei der Luciferin oxidiert wird. Die Viperfische besitzen für die Erzeugung des Lichtes spezielle Leuchtorgane. Diese Fähigkeit besitzen neben den Viperfischen noch viele andere Tiefseetiere, wie zum Beispiel Tiefseeanglerfische, Vampirtintenfische oder die Schwarzen Schlinger. Jedes Beutetier, das zu neugierig ist und zur Lichtquelle eines Viperfisches schwimmt, wird von diesem geschnappt. Die Zahnstilette des Unterkiefers erdolchen die Beute und halten sie fest. Um Beute verschlucken zu können, die fast so groß wie der Fisch selbst ist, kann der Viperfisch seinen Unterkiefer aushängen – das in Analogie zu den namensgebenden Schlangen. Während dieses Vorganges sind jedoch Atmung und Blutkreislauf behindert, da die Kiemen der Viperfische zurückgezogen werden. Bei einer besonders großen Beute liegen die Atmungsorgane frei. Das Verschlucken der Beute muss deshalb schnell vonstattengehen, um die Blut- und Sauerstoffversorgung wieder zu gewährleisten. Bei dem spärlichen Nahrungsangebot in der Tiefsee ist es erforderlich, jedes vorhandene Beutetier greifen zu können.

## Fortpflanzung
Der Lebensraum der Viperfische ist für Menschen nahezu unzugänglich. Taucher konnten Viperfische zwar bereits aus steuerbaren Tauchfahrzeugen beobachten, viele Verhaltensweisen, wie das Fortpflanzungsverhalten, bleiben jedoch im Verborgenen. Mögliche Geschlechtspartner kommen sich in den Weiten der Tiefsee wohl nur recht selten nahe. Männchen und Weibchen unterscheiden sich äußerlich kaum. Forscher gehen davon aus, dass die Viperfische eine größere Menge von Eiern hervorbringen, die sich zunächst zum Larvenstadium entwickeln. Am häufigsten findet man die Larven im Frühjahr. Sie sind sehr langgestreckt, sollten aber wohl nicht als „leptocephalusähnlich“ bezeichnet werden. Viperfische gelten verständlicherweise als langsamwüchsig und langlebig – sie sollen 35 Jahre bis zur Maximallänge brauchen.

## Viperfisch und Mensch
Die in der Tiefsee lebenden Viperfische sind ohne wirtschaftliche Bedeutung für den Menschen. Sie bleiben menschlichen Einflüssen weitgehend entzogen. Nur wenige Menschen haben je einen Viperfisch zu Gesicht bekommen. Seine Lebensweise ist im Dunkel abgelegener Ozeantiefen nahezu unerforscht.
Ein Viperfisch ist auf einer 2-Franc-Briefmarke der Republik Kongo abgebildet. Dabei handelt es sich um Chauliodus sloani.

## Arten
Die Gattung Chauliodus umfasst neun Arten:

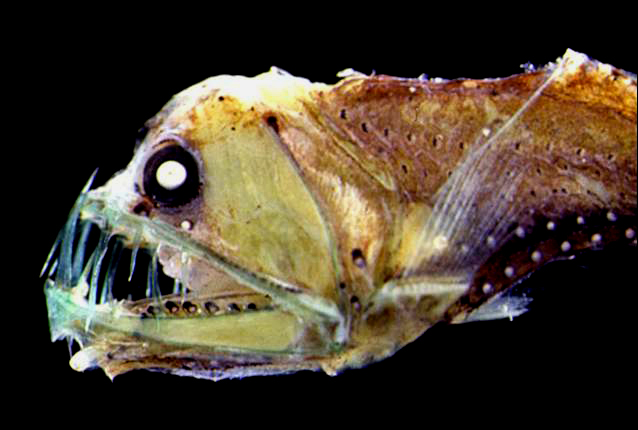
Chauliodus sloani

- Chauliodus barbatus (Lowe, 1843). 20 cm. SO-Pazifik
- Chauliodus danae Regan & Trewavas, 1929. 15 cm. Atlantik: Portugal bis Kap Verde, Karibik bis S-Kanada.
- Chauliodus dentatus Garman, 1899. S-Pazifik.
- Chauliodus macouni Bean, 1890. 25 cm. Japan – Beringsee – Golf von Californien.
- Chauliodus minimus Parin & Novikova, 1974. 15 cm. S-Atlantik.
- Chauliodus pammelas Alcock, 1892. 20 cm. NW-Indik.
- Chauliodus schmidti (Regan & Trewavas, 1929). 23 cm. Ostatlantik (Mauretanien – Namibia)
- Chauliodus sloani Bloch & Schneider, 1801.
- Chauliodus vasnetzovi Novikova, 1972. 24 cm. Chile.